# ارکیده ریشوی کم‌رنگ
ارکیده ریشوی کم‌رنگ (نام علمی: Calochilus herbaceus) نام یک گونه از سرده ارکیده‌های ریشو است.